# Microsoft Train Simulator
Microsoft Train Simulator foi um jogo eletrônico para Microsoft Windows lançado em julho de 2001 desenvolvido pela Kuju Entertainment. A simulação permite aos jogadores a dirigirem trens em vários países da Europa, Ásia e nos Estados Unidos. É necessário parar, acelerar os trens e acoplar os vagões nas composições. Apesar de uma sequência ter sido anunciada, o fechamento da ACES Studios parou o desenvolvimento deste e tornou o lançamento improvável.